# Gobernación de Menufia
La Gobernación de Menufia (en idioma árabe: المنوفية) es una de las veintisiete gobernaciones en las que la  República Árabe de Egipto se subdivide políticamente. Está localizada en el norte del país (al sur de Gharbia y al norte de 6 de octubre) y su capital es la ciudad de Shibin El-Kom. Las ciudades principales son Quesna, Tala, Bagour, Menouf, Ashmoun y Sers el-Lyan. 
Es una gobernación predominantemente agrícola. Esta gobernación posee popularidad por ser el lugar de nacimiento de dos presidentes egipcios: Anwar Sadat (1918-1981, nacido en Mit Abu Al-Kum) y Hosni Mubarak (nacido en Kafr-El Meselha, en 1928).

## Distritos con población estimada en julio de 2017
- Al-Bājūr 401,925
- Ashmūn 848,652
- Ash-Shuhadā' 346,215
- Birkat as-Sab' 311,299
- Madīnat as-Sādāt 178,849
- Minūf 441,765
- Quwaysinā 496,137
- Shibīn al-Kawm 241,409
- Sirs al-Layyānah 70,431
- Talā 388,977

## Demografía
Su territorio abarca una superficie de 1.532 kilómetros cuadrados. Su población asciende a al cifra de 3.270.404 habitantes, por tanto, la densidad poblacional de la gobernación de Menufia es de 2.135 habitantes por cada kilómetro cuadrado.